# مترو بغداد
 مترو بغداد هو نظام نقل سريع بهيئة قطار معلق وقطار أنفاق في العاصمة العراقية بغداد. أعلن في يوليو 2024 عن فوز تحالف دولي مكون من شركات فرنسية وإسبانية وتركية ودويتشه بنك بمبلغ 17.5 مليار دولار لتنفيذ مشروع مترو بغداد، مع توقع أن يكتمل المشروع في مايو 2029.

## التاريخ

### البداية
أعلن صدام حسين عن مشروع مترو الأنفاق عام 1983 لتخفيف الازدحام المروري في شوارع بغداد، لكن لم يكتمل المشروع بسبب الحرب العراقية الإيرانية.
زادت مشاكل المرور في بغداد بشكل ملحوظ منذ غزو العراق عام 2003، بسبب إنشاء المنطقة الخضراء وتقليص تنظيم ملكية السيارات. أعلن أمين بغداد صابر العيساوي في نوفمبر 2008 عن خطط لإنشاء مترو في المدينة بقيمة 3 مليار دولار أمريكي، المترو مكون من خطين ويمتد أحد الخطين من مدينة الصدر إلى الأعظمية ويربط الآخر وسط بغداد بضواحيها الغربية، سيكون لكل خط منهما 20 محطة. تم توقيع اتفاقية مع شركة ألستوم في شباط 2011 لبناء خط بطول 25 كيلومتراً من وسط بغداد إلى الضواحي الشمالية للأعظمية والحرية والكاظمية والشعب. وقعت ألستوم والحكومة العراقية في وقت لاحق من نفس العام مذكرة تفاهم لتصميم وبناء وتشغيل خط السكك الحديدية عالي السرعة بين بغداد والبصرة.

### التطوير
ذكر تقرير في عام 2017 أنّ الحكومة العراقية وشركة ألستوم وقعتا مذكّرة تفاهم لتطوير مشاريع السكك الحديدية الحضرية في بغداد والبصرة، بالنسبة لبغداد فالمخطط تطوير خط سكة حديد خفيف مرتفع بطول 20 كم في بغداد يربط منطقة المستنصرية والشعب، والوزيرية وجسر الصرافية والخدمية ومطار المثنى والعلاوي. أكد في عام 2019 أنّ تحالف كوري فرنسي سيبدأ البناء في المترو في عام 2020 بتكلفة 2.5 مليار دولار.
أعلن في شباط 2022 أن العمل سيبدأ في الربع الثاني من عام 2022 وسينتهي في عام 2027، بعد أن جمعت الأموال الكافية للمشروع من ميزانيات 2020-21 وميزانية 2022 المستقبلية، والتي لا تزال تنتظر الموافقة. وجاء هذا الإعلان بعد ترسية المشروعين على شركة النقل الفرنسية العملاقة ألستوم وهيونداي الكورية الجنوبية.
قالت الحكومة العراقية في يوليو 2024 أنها اختارت شركتي سيسترا وإس إن سي في الفرنسيتين وشركات ألستوم وتالغو وسينر الإسبانية وعددا من شركات الإنشاءات التركية، فضلا عن دويتشه بنك الألماني، لمشروع تصميم وتنفيذ وتشغيل مشروع قطارات الأنفاق بالعاصمة وبحسب ما نقلته وكالة رويترز عن ناصر الأسدي مستشار رئيس الوزراء إن المشروع تبلغ تكلفته التقديرية 18 مليار دولار إنه سيشمل مسافة 148 كيلومترا (92 ميلا) مع سبعة خطوط و64 محطة مترو وأضاف أن من المتوقع اكتمال المشروع غضون أربع سنوات، ذكر مصدر أخر أن موقع انتهاء المشروع هو مايو 2029.